# Anagyrus scapularis
Anagyrus scapularis är en stekelart som beskrevs av Svetlana N. Myartseva 1982. Anagyrus scapularis ingår i släktet Anagyrus och familjen sköldlussteklar.
Artens utbredningsområde är Turkmenistan. Inga underarter finns listade i Catalogue of Life.